# Parafia św. Mikołaja w Srebrnej Górze
Parafia Świętego Mikołaja w Srebrnej Górze – parafia leżąca w granicach archidiecezji gnieźnieńskiej. 
Parafia powstała na przełomie XIII i XIV wieku. Pierwsza drewniana świątynia została wzniesiona w 1687. Jednakże w XIX wieku niszczejący kościół zastąpiono murowaną świątynią, zbudowaną w latach 1846–1848. Kościół spłonął w 1954 roku. Wskutek pożaru spłonęła większość wyposażenia kościoła. 11 grudnia 1955 dokonano poświęcenia częściowo odbudowanego kościoła. Prace tynkarskie i instalacyjno-elektryczne we wnętrzu były w dalszym ciągu kontynuowane. Świątynia została konsekrowana w 1979.
Kościół okala zabytkowy cmentarz, na którym znajduje się figura Matki Bożej Różańcowej oraz dwa nagrobki. Obecny cmentarz parafialny (założony w początkach XIX wieku) znajduje się na południe od kościoła św. Mikołaja. Na cmentarzu parafialnym znajdują się zabytkowe figur Serca Pana Jezusa, św. Józefa, Najświętszej Maryi Panny, a także mogiła powstańców wielkopolskich oraz nagrobki z przełomu XIX i XX wieku. We wsi znajduje się także figura Serca Pana Jezusa oraz św. Jana Nepomucena w ogrodach plebańskich. Zabudowania plebanii pochodzą z II połowy XIX wieku. W Srebrnej Górze znajduje się także dom parafialny z kaplicą NMP Wspomożycielki Wiernych z początku XX wieku. Oprócz św. Mikołaja, szczególnym kultem w XVIII i XIX wieku był otoczony św. Benon oraz św. Anna. Dawniej w parafii funkcjonowały konfraternie Matki Bożej Różańcowej, św. Benona i Aniołów Stróżów. W latach 1914–1933 funkcjonowało Katolickie Stowarzyszenie Robotników Polskich w Srebrnej Górze.

## Dokumenty
Księgi metrykalne: 
- ochrzczonych od 1945 roku
- małżeństw od 1945 roku
- zmarłych od 1945 roku